# آنتونی فوروود
ارنست لیتون فوروود (۳ اکتبر ۱۹۱۵ – ۱۸ مه ۱۹۸۸) مشهور به آنتونی فوروود شد یک بازیگر انگلیسی است.

## زندگی شخصی
فوروود در سال ۱۹۴۲ با بازیگر معروف گلینیس جونز ازدواج کرد. آن‌ها طلاق در سال ۱۹۴۸ از هم جدا شدند و تنها فرزند این دو بازیگر، گرت فوروود (۱۹۴۵–۲۰۰۷) بود که او هم بازیگر شد.
پس از جدایی آنتونی فوروود با دیرک بگارد بازیگر مرد انگلیسی که عاشق او بود. در امرشم انگلستان؛ سپس در فرانسه و تا مدت کوتاهی قبل از مرگش در سال ۱۹۸۸ در لندن زندگی کرد.

## مرگ
حال آنتونی فوروود در ۱۹۸۷ بر اثر سرطان کبد و بیماری پارکینسون رو به وخامت گذاشت و هم‌زمان شریک زندگی او بگارد نیز به سبب استفاده زیاد از سیگار، سکته مغزی خفیفی کرد. آنتونی فوروود در ۱۸ ماه مه سال ۱۹۸۸ در سن ۷۲ سالگی درگذشت.
جسد او در کنزینگتون و چلسی لندن سوزانده شد.